# 鄧力奇
邓力奇，香港電視劇、電影的編劇／編審。担任编剧的主要作品有：《意外》、《导火线》、《逃出生天》等。於2015年被邀請回無綫電視擔任電視劇《拆局專家》的編審工作。

## 編審／編劇列表

### 電視劇（無綫電視）
- 2006年：《鳳凰四重奏》
- 2015年：《拆局專家》

## 編劇列表

### 電影作品
- 2013：《逃出生天》
- 2010：《跟我的前妻谈恋爱》
- 2009：《意外》
- 2007：《导火线》
- 2005：《怪物》